# Дискография Керли
Дискография эстонской певицы Керли состоит из двух студийных альбомов, трёх мини-альбомов,тринадцати синглов и двенадцати видеоклипов. Студийный альбом Love Is Dead вышел 8 июля 2008 года и занял 126 место в Billboard 200 и первое место в хит-параде Эстонии. Также альбом попал в чарты Бельгии, Италии и Швейцарии. Самым успешным синглом с альбома стала песня «Walking on Air», попавшая в основные хит-парады европейских стран.
В начале 2010 года Керли участвовала в записи сборника Almost Alice — альбома песен по мотивам фильма Тима Бёртона «Алиса в Стране чудес»., для которого записала две песни — «Strange» в дуэте с группой Tokio Hotel и «Tea Party», вышедшую в качестве второго сингла с этого альбома. Второй студийный альбом Керли запланирован на 2011 год. В декабре 2010 года вышел сингл «Army of Love» и видеоклип к нему.

## Студийные альбомы
| Год  | Информация                                                                                   | Позиции в чартах | Позиции в чартах | Позиции в чартах | Позиции в чартах | Позиции в чартах | Позиции в чартах | Продажи                       |
| Год  | Информация                                                                                   | Эстония          | Фландрия         | Валлония         | Billboard        | Италия           | Швейцария        | Продажи                       |
| ---- | -------------------------------------------------------------------------------------------- | ---------------- | ---------------- | ---------------- | ---------------- | ---------------- | ---------------- | ----------------------------- |
| 2008 | Love Is Dead - Издан: 8 июля 2008 - Лейбл: Island Records - Формат: CD, цифровая дистрибуция | 1                | 52               | 61               | 126              | 64               | 92               | - В мире: 260.000+ - : 65.000 |
| 2019 | Shadow Works - Издан: 22 февраля 2019 - Лейбл: Seeking Blue - Формат: Цифровая дистрибуция   | —                | —                | —                | —                | —                | —                | —                             |

## Мини-альбомы
| Год  | Информация                                                        |
| ---- | ----------------------------------------------------------------- |
| 2007 | Kerli - Издан: 16 октября 2007 - Формат: CD, цифровая дистрибуция |
| 2016 | Kerli - Издан: 4 сентября 2016 - Формат: CD, цифровая дистрибуция |

## Синглы
| Год                                                   | Сингл                                    | Позиции в чартах | Позиции в чартах | Позиции в чартах | Позиции в чартах | Позиции в чартах | Позиции в чартах | Позиции в чартах | Позиции в чартах | Альбом       |
| Год                                                   | Сингл                                    | Германия         | Австрия          | Фландрия         | Валлония         | Европа           | Италия           | Швейцария        | Dance            | Альбом       |
| ----------------------------------------------------- | ---------------------------------------- | ---------------- | ---------------- | ---------------- | ---------------- | ---------------- | ---------------- | ---------------- | ---------------- | ------------ |
| 2007                                                  | «Love Is Dead»                           | —                | —                | —                | —                | —                | —                | —                | —                | Love Is Dead |
| 2008                                                  | «Walking on Air»                         | 25               | 35               | 32               | 32               | 75               | 20               | 37               | —                | Love Is Dead |
| 2008                                                  | «Creepshow»                              | —                | —                | —                | —                | —                | —                | —                | —                | Love Is Dead |
| 2010                                                  | «Tea Party»                              | —                | —                | —                | —                | —                | —                | —                | —                | Almost Alice |
| 2010                                                  | «Army of Love»                           | —                | —                | —                | —                | —                | —                | —                | 1                | «Utopia»     |
| 2012                                                  | «Zero Gravity»                           | —                | —                | —                | —                | —                | —                | —                | 6                | «Utopia»     |
| 2012                                                  | «The Lucky Ones»                         | —                | —                | —                | —                | —                | —                | —                | 1                | «Utopia»     |
| 2016                                                  | «Feral Hearts»                           | —                | —                | —                | —                | —                | —                | —                | —                | —            |
| 2016                                                  | «Feral Hearts:The Sacred Forest Session» | —                | —                | —                | —                | —                | —                | —                | —                | —            |
| 2016                                                  | «Blossom»                                | —                | —                | —                | —                | —                | —                | —                | —                | —            |
| 2016                                                  | «Blossom: The Halls of Heaven Session»   | —                | —                | —                | —                | —                | —                | —                | —                | —            |
| 2016                                                  | «Diamond Hard»                           | —                | —                | —                | —                | —                | —                | —                | —                | —            |
| 2018                                                  | «Savages»                                | —                | —                | —                | —                | —                | —                | —                | —                | Shadow works |
| 2019                                                  | «Better»                                 | —                | —                | —                | —                | —                | —                | —                | —                | Shadow works |
| 2019                                                  | «Legends»                                | —                | —                | —                | —                | —                | —                | —                | —                | Shadow works |
| «—» обозначает, что сингл не вошёл в чарт или альбом. |                                          |                  |                  |                  |                  |                  |                  |                  |                  |              |

### Промосинглы
| Год  | Сингл                                     | Позиции в чартах | Позиции в чартах | Альбом       |
| Год  | Сингл                                     | Эстония          | ITA Rádio        | Альбом       |
| ---- | ----------------------------------------- | ---------------- | ---------------- | ------------ |
| 2009 | «Fragile»                                 | —                | —                | Love Is Dead |
| 2009 | «The Creationist» дуэт с Чезаре Кремонини | 18               | 46               | —            |

## Саундтреки
| Год  | Название                          | Тип                                      | Песня                   |
| ---- | --------------------------------- | ---------------------------------------- | ----------------------- |
| 2008 | Burnout Paradise                  | видеоигра                                | «Creepshow»             |
| 2008 | Грань                             | реклама телесериала                      | «Walking on Air»        |
| 2008 | Каратель: Территория войны        | фильм                                    | «Bulletproof»           |
| 2008 | James Bond 007: Quantum of Solace | видеоигра                                | «When Nobody Loves You» |
| 2009 | До смерти красива                 | телесериал, эпизод «The 'F' Word»        | «The Creationist»       |
| 2009 | Секс в другом городе              | телесериал, эпизод «Last Word»           | «Love is Dead»          |
| 2009 | So You Think You Can Dance        | телешоу, эпизод «Two of 18 Voted Off»    | «Walking on Air»        |
| 2009 | So You Think You Can Dance        | телешоу, эпизод «Las Vegas Week»         | «Walking on Air»        |
| 2010 | The Hills                         | телесериал, эпизод «Put On A Happy Face» | «Love is Dead»          |
| 2010 | Тайны Смолвилля                   | трейлер 10 сезона                        | «Nature Boy»            |

## Участие в записи
| Год  | Исполнитель | Песня                      | Альбом                  | Участие |
| ---- | --- | -------------------------- | ----------------------- | ------- |
| 2009 | Лиза Лоис | «Too Much Is Never Enough» | Smoke                   | Соавтор |
| 2010 | Tokio Hotel | «Strange»                  | Almost Alice            | Вокал   |
| 2010 | Karavan, Karl Madis, Lea Liitmaa, Birgit Õigemeel, Lenna Kuurmaa, Marvi Vallaste, Birgit Varjun, Kerli Kõiv, Kristjan Kasearu, Koit Toome, Uku Suviste, Ott Lepland, TTÜ Meeskoor, Tütarlastekoor Ellerhein, Päär Pärenson, Henry Kõrvits | «Tuhala Nõiakaevu loits»   | благотворительный сингл | Вокал   |
| 2010 | Тарья Турунен | «I Feel Immortal»          | What Lies Beneath       | Соавтор |
| 2011 | «Skyscraper» | Деми Ловато                | Unbroken                | Соавтор |
| 2017 | Illenium | «Sound of Walking Away»    | Awake                   | Вокал   |
| 2018 | Said the Sky | «Never Gone»               | Wide-Eyed               | Вокал   |

## Видеоклипы
| Год  | Альбом                  | Название         | Режиссёр(ы)                  | Ссылка           |
| ---- | ----------------------- | ---------------- | ---------------------------- | ---------------- |
| 2008 | Love Is Dead            | «Love Is Dead»   | Джош Монд                    | Видео на YouTube |
| 2008 | Love Is Dead            | «Walking on Air» | Дэн Шапиро Алекс Топаллер    | Видео на YouTube |
| 2008 | Love Is Dead            | «Creepshow»      | Даниэль Мютинен Ягуп Метсалу | Видео на YouTube |
| 2010 | Almost Alice            | «Tea Party»      | Джастин Хардер               | Видео на YouTube |
| 2010 |                         | «Army of Love»   | Каймар Кукк                  | Видео на YouTube |
| 2012 | Второй студийный альбом | «Zero Gravity»   | Алон Исосиану                | Видео на YouTube |